# مصطلح الضوابط الفقهية
الضوابط الفقهية من ضبط الشيء حفظه بالحزم، وهي بمعنى  القاعدة الفقهية عند بعض أهل الاختصاص، وبمعنى أخص وأدق منها عند البعض الآخر.
وهناك عدة فروقات بينها وبين القواعد  الفقهية، منها: أن القاعدة لا تختص بباب من أبواب الفقه بخلاف الضابط، وكذلك  القواعد الفقهية أعمُّ وأشملُ بالنظر إلى أنها تدخل في أبواب متعددة بخلاف  الضوابط الفقهية التي تختص في الموضوع الذي تتناوله.
وهي أداة من الأدوات التي يستعملها  الفقهاء المسلمون في منظومة التشريع الإسلامي، وهي قضايا كلية تجمع مسائل شرعية  متشابهة في باب واحد، وهي بذلك تسهل عمل الفقيه، وتيسر فهم الأحكام الشرعية  للمتعلمين.

## مفهوم الضوابط الفقهية
الضوابط عند علماء اللغة جمع ضابط، وهو اسم فاعلٍ من ضَبَطَ يَضْبِط ضَبْطًا فهو ضَابط، والضَّبْط: لُزوم شيء لا يفارقه في كل شيء، وضَبْطُ الشَّيْءِ حِفْظُه بِالْحَزْمِ، ورجل ضابط: شديد البطش والقوة والجسم، والأضبط: الذي يعمل بيديه جميعًا.
وأما الضابط عند علماء الأصول والفقه فعندهم ثلاثة اتجاهات في تعريفه، وهي:
الاتجاه الأول: أن الضابط والقاعدة بمعنى واحد؛ فهما مترادفان، وهو مبني على عدم التفريق بينهما؛ فعرَّفه أصحاب هذا الاتجاه كتعريف القاعدة.
يقول ابن الهمام الحنفي في معرض كلامه عن القواعد: ((ومعناها كالضابط والأصل والقانون والحرف)، والقاعدة عند علماء الأصول: (الأمر الكلي الذي ينطبق عليه جزئيات كثيرة يفهم أحكامها منها).
الاتجاه الثاني: أن الضابط أخصُّ من القاعدة، فعرَّفه أصحاب هذا الاتجاه بأنه (أمر كُلِّي يختص بباب واحد، ويقُصد به نظم صور متشابهة)، وهو الغالب والمشهور في تعريفه.
الاتجاه الثالث: أن الضابط أعمُّ من القاعدة، ولم أجد من قال به إلا أن أحمد الحموي نسبه إلى بعض المحققين، فقال: (في عبارة بعض المحققين ما نصه: ورسموا الضابطة بأنها أمر كلي ينطبق على جزئياته لتعرف أحكامها منه، قال: وهي أعم من القاعدة، ومن ثم رَسَمُوها بأنها صورة كلية يتعرف منها أحكام جميع جزئياتها).

## الفوارق بين الضابط والقاعدة
يشترك الضابط والقاعدة في أن كلًّا منهما حكمٌ كلي يجمع فروعًا فقهية، مما جعل بعض العلماء لا يرى فرقًا بينهما؛ إلا إن بعضهم لاحظ فروقًا بين الضابط والقاعدة تُمَيـِّز كل واحد منهما عن الآخر، وبخاصة إذا افترقا، وأبرز هذه الفروق، هي:
1-من حيث الاختصاص: فالقاعدة لا تختص بباب من أبواب الفقه بخلاف الضابط، يقول تاج الدين السُّبكي: (والغالب فيما اختص بباب وقُصد به نُظِم صور متشابهة أن تسمى ضابطًا).
2- من حيث العموم والخصوص: القواعد الفقهية أعمُّ وأشملُ بالنظر إلى أنها تدخل في أبواب متعددة بخلاف الضوابط الفقهية التي تختص في الموضوع الذي تتناوله، وتكون الضوابط الفقهية أعمُّ وأشملُ من جهة وحدة الموضوع كونها تجمع ضوابط فقهية متفرقة في باب واحد أو أبواب معينة، يقول ابن نُجَيم الحنفي: (والفرق بين الضابط والقاعدة أن القاعدة تجمع فروعًا من أبواب شتَّى، والضابط يجمعها من باب واحد، هذا هو الأصل).
وينبني عليهما فرقان آخران، هما:
أ‌- من حيث الاشتمال على الفروع: فالفروع المندرجة تحت القاعدة أكثر من الفروع التي قد تندرج تحت الضابط؛ لأن للقاعدة عمومًا يقصُر عنه الضابط فكانت فروعها كذلك لا تختص بباب معين.
ب‌- من حيث الاستثناءات: فالاستثناءات في القواعد أكثر منها في الضوابط؛ لأن الضوابط تكون في باب واحد فلا تخرج الاستثناءات - في الغالب - عن هذا الباب.

## أمثلة على الضوابط الفقهية
1-كل كفارة سببها معصية؛ فهي على الفور. وهو خاص بباب الأيمان.  
2-كل رجعية يجوز رجعتها في عدتها. وهو خاص بباب الطلاق.
3- الوطء لا يخلو من عقر أو عقوبة. وهو خاص بباب الطلاق.  
4- كل وطء يعصي الله تعالى به يبطل الحصانة وما لا فلا. وهو خاص بباب الحضانة.    
5- الأموال الضائعة يقبضها القاضي حفظًا لها على أربابها.  وهو خاص بباب القضاء.

## فوائد الضوابط الفقهية، وأهمية دراستها
1- أن الضوابط الفقهية لها أثر في تيسير الفقه الإسلامي، ولم شعثه.
2- أن دراستها تساعد الفقيه على الحفظ والضبط للمسائل الكثيرة المتناثرة.
3- أن الضوابط الفقهية تميز الشيء عن شبيهه، وتحمي المتفقه من سوء الفهم واللبس والاشتباه.
4- أن الضوابط الفقهية تبين القيود غير المصرح بها، والتي تتلمس من مضمون كلام الفقهاء.
5- معرفة هذه الضوابط الفقهية تجنب الفقيه التناقض في الفروع الفقهية، والخلط بين المتشابه، فهي تضبط له الفقه على نسق واحد، وتميز بين فروعه ومسائله.
6- أن الضوابط الفقهية تيسر على غير المتخصص الاطلاع على الفقه وفهمه بيسر وسهولة.
7- تربي في الباحث الملكة الفقهية.
8- المساعدة في معرفة مقاصد الشريعة.
9- الرجوع إليها في الإفتاء والقضاء عند ترجيح قول من الأقوال المتعددة في المذهب.
10 أن دراسة القواعد والضوابط الفقهية يظهر مدى استيعاب الفقه الإسلامي للأحكام، ومراعاته لمصالح العباد وحاجياتهم.